# 万善桥 (北京)
39°58′14″N 116°9′16″E / 39.97056°N 116.15444°E
万善桥是北京市西郊的一座古桥，位于石景山区双泉寺村，已有八百多年的历史，是石景山区区级重点文物保护单位。

## 历史沿革
原桥始建于金代，初为木桥，位于通往双泉寺（双水院）的必经之路，故称双泉桥。后改建为石桥。明万历十年（1582年）十一月、清乾隆以及光绪十年（1884年）重修过，清光绪年间重修时改现名。2006年左右北京地方志撰写人员测量此桥园拱形涵洞直径10米，引桥两边各4米，桥长18米。西侧桥头有佛像一座。

## 建筑结构
万善桥横跨黑龙沟两岸山壑，总长达25米，桥身长16米，宽4米，桥为全青石建造，桥台建筑在山脚岩石上，为燕翅形；拱券高大，弧形，主拱的镶边纵联分段并列式构造，为北京石拱桥中所仅见。拱券碹顶两侧，各有螭状吸水兽一尊。石刻桥名“万善桥”。

## 照片

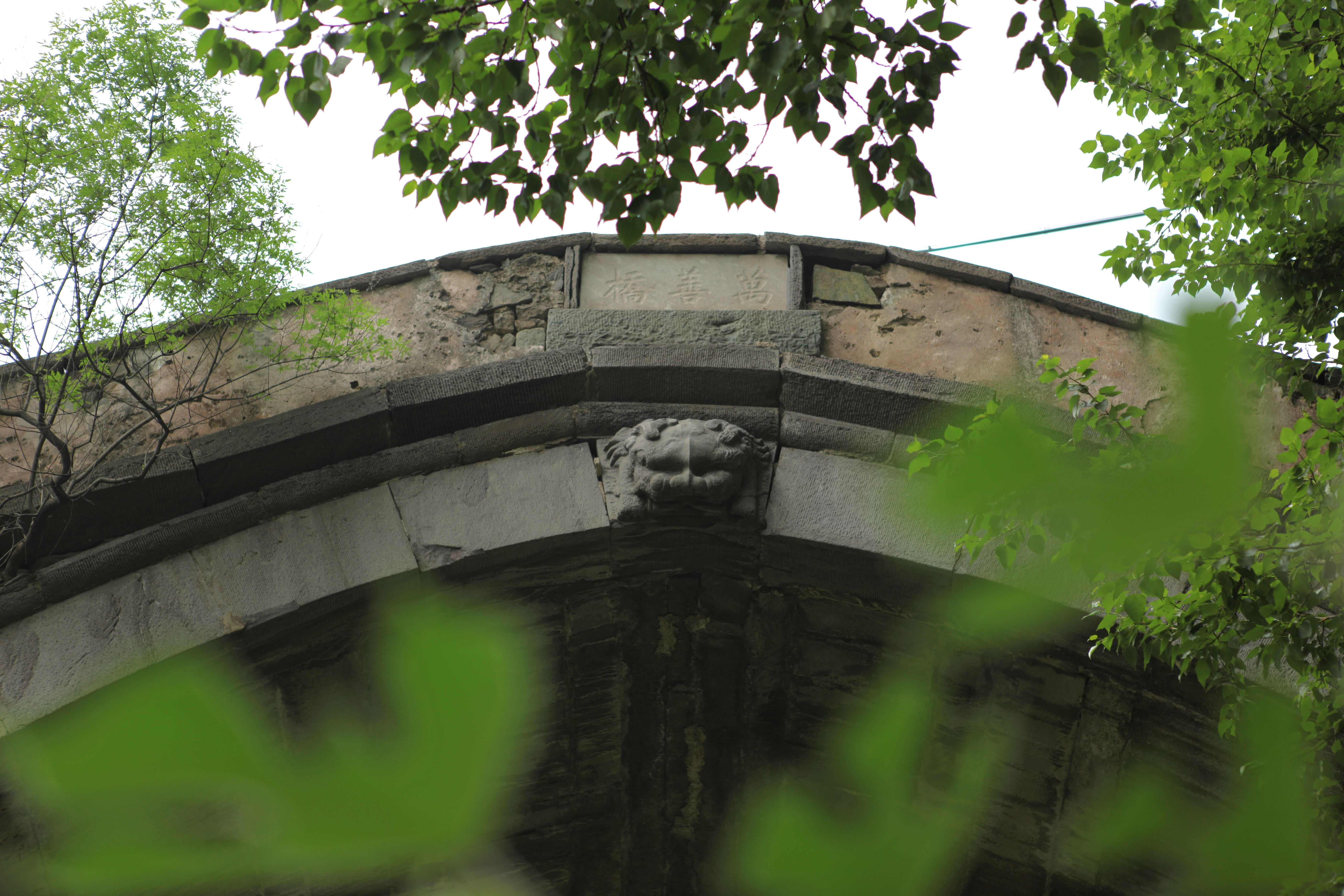
桥北侧护栏外的石刻“萬善橋”三字
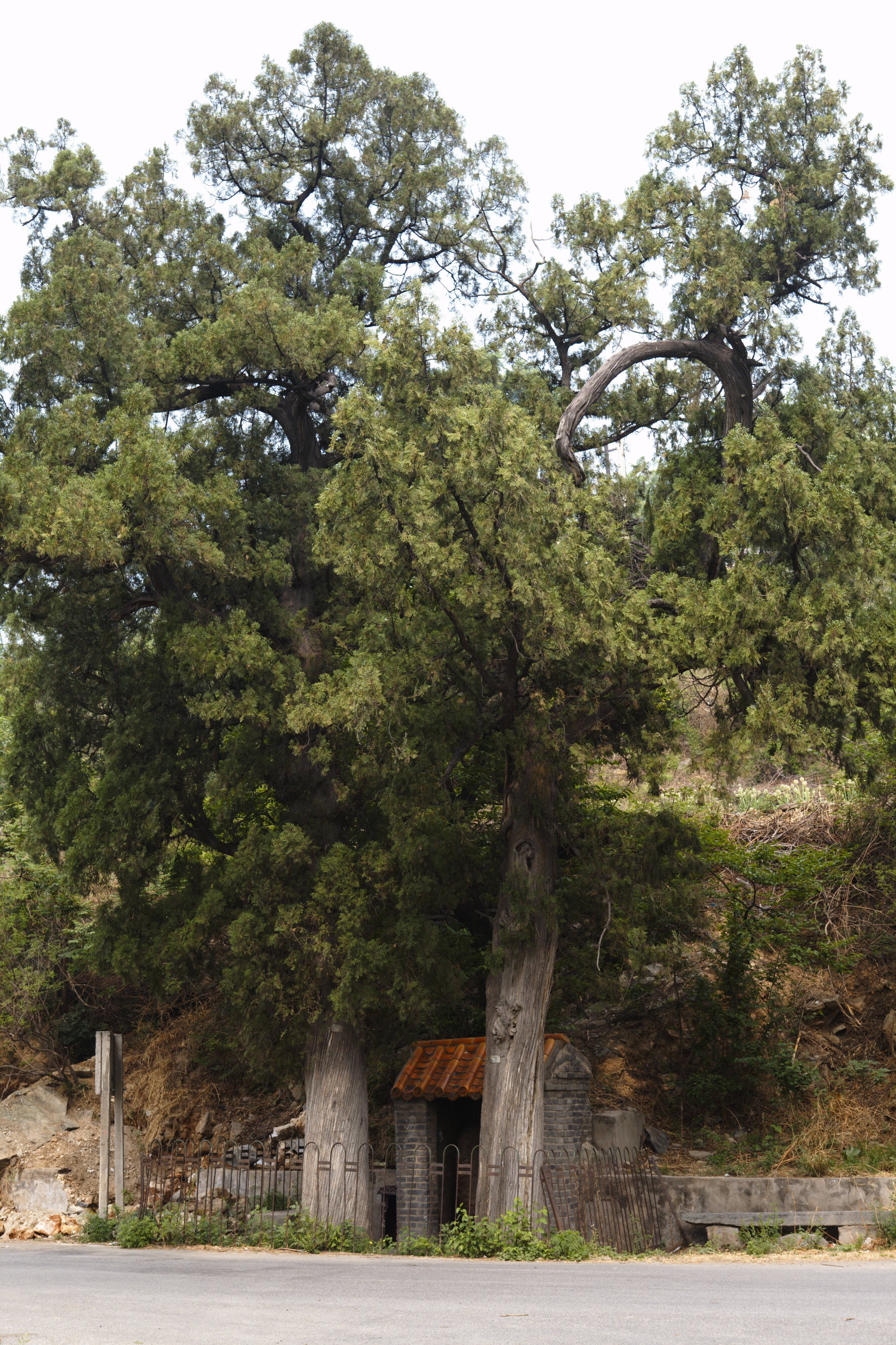
远观桥头的佛像
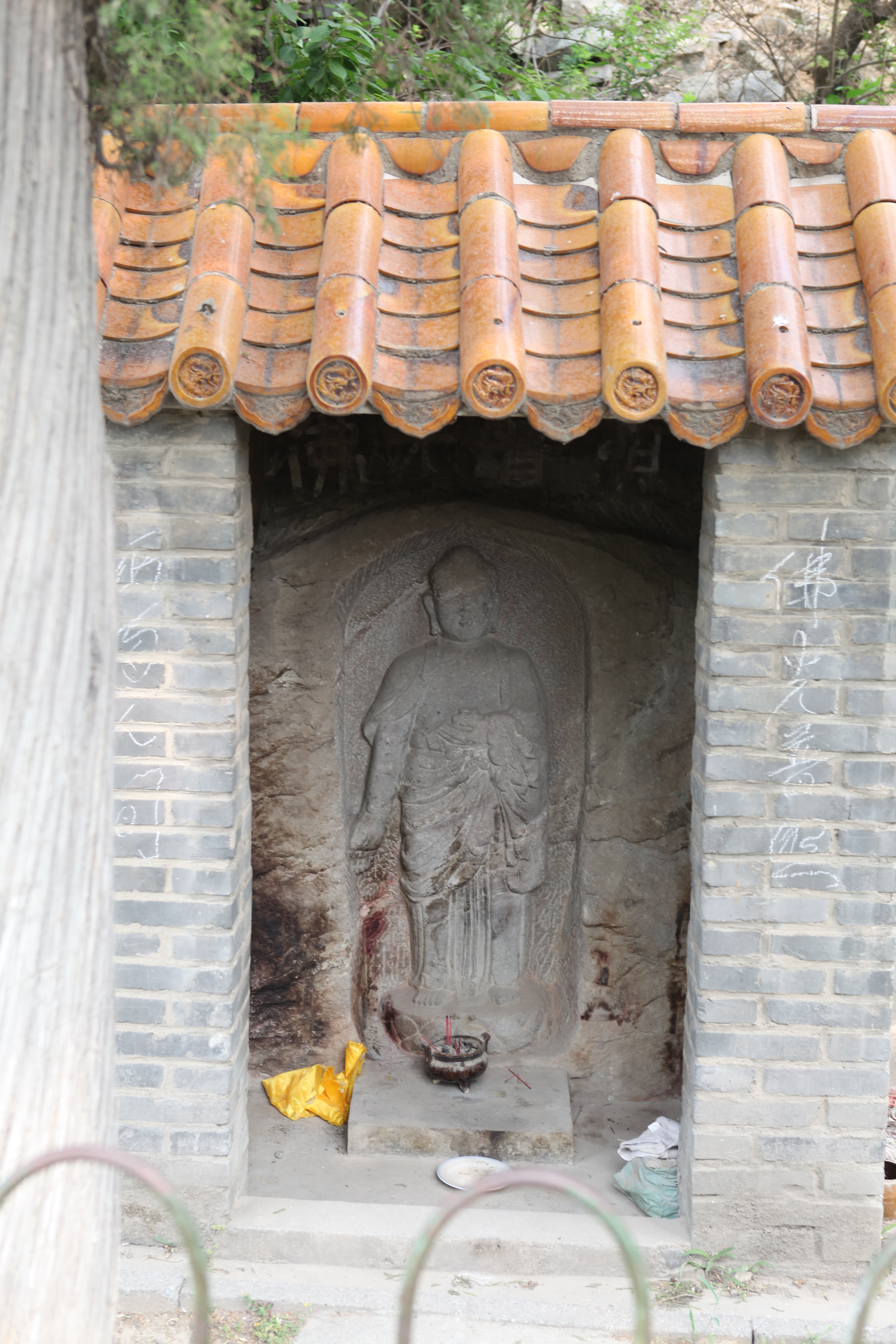
桥头的佛像
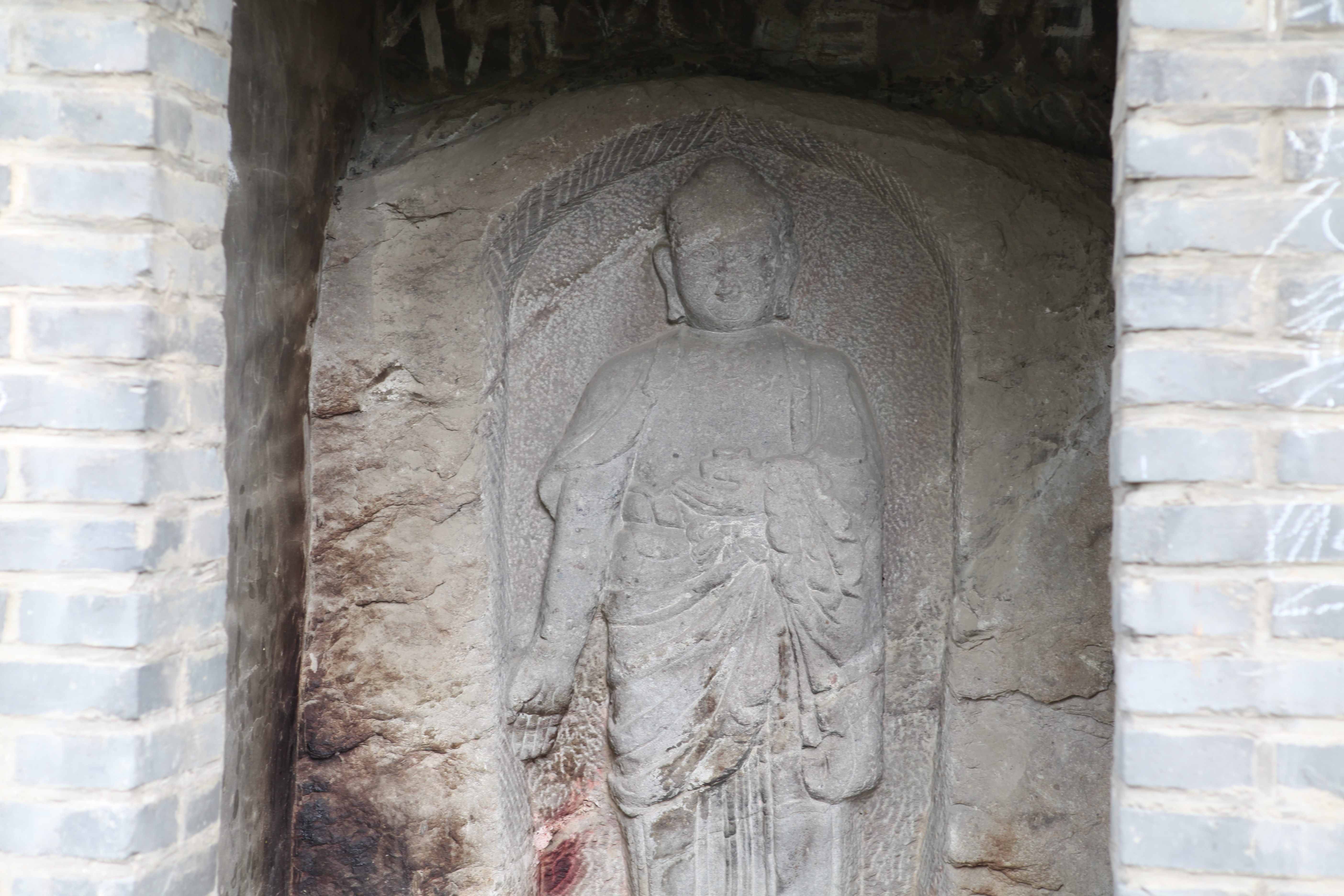
桥头的佛像，头部细节
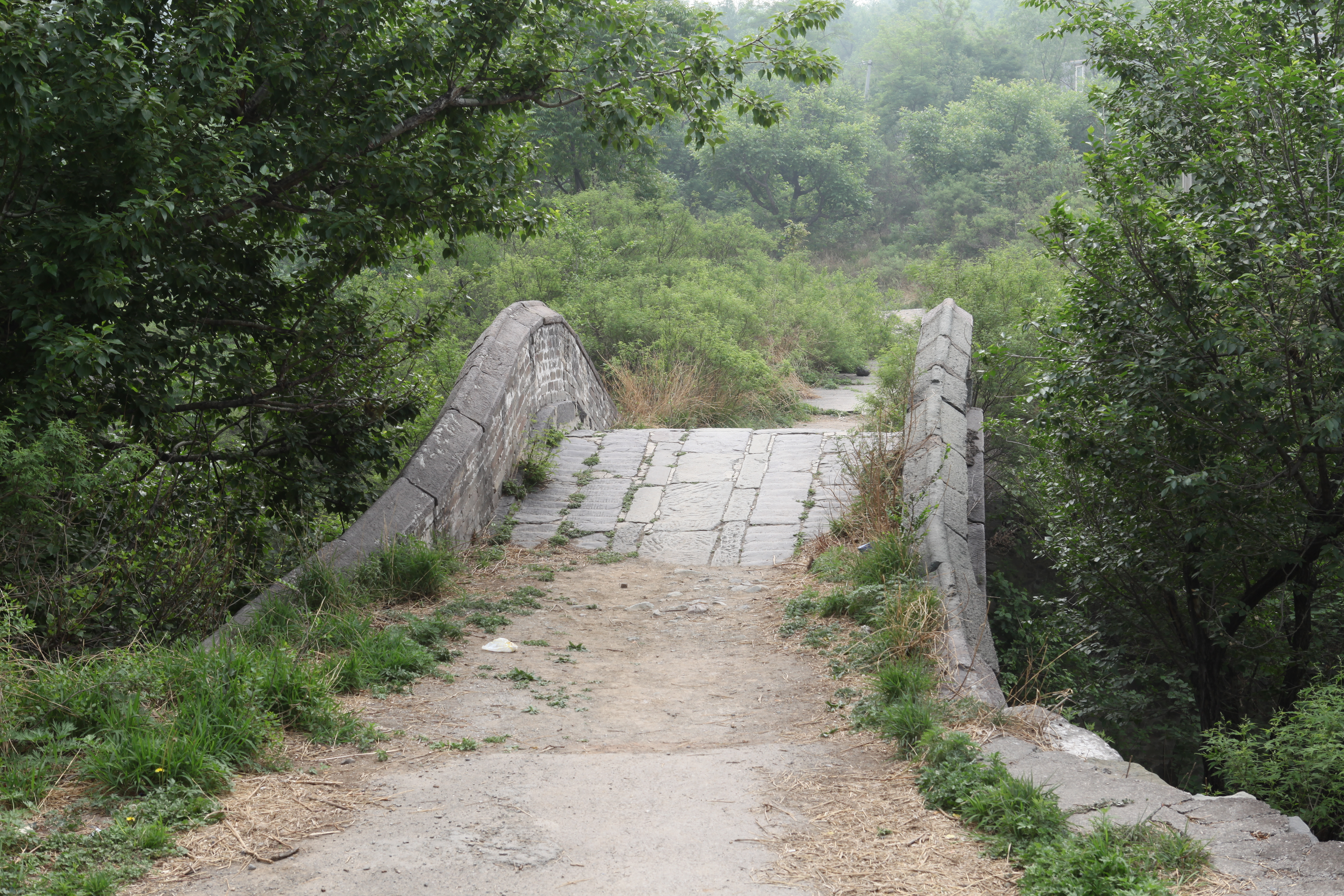
桥面
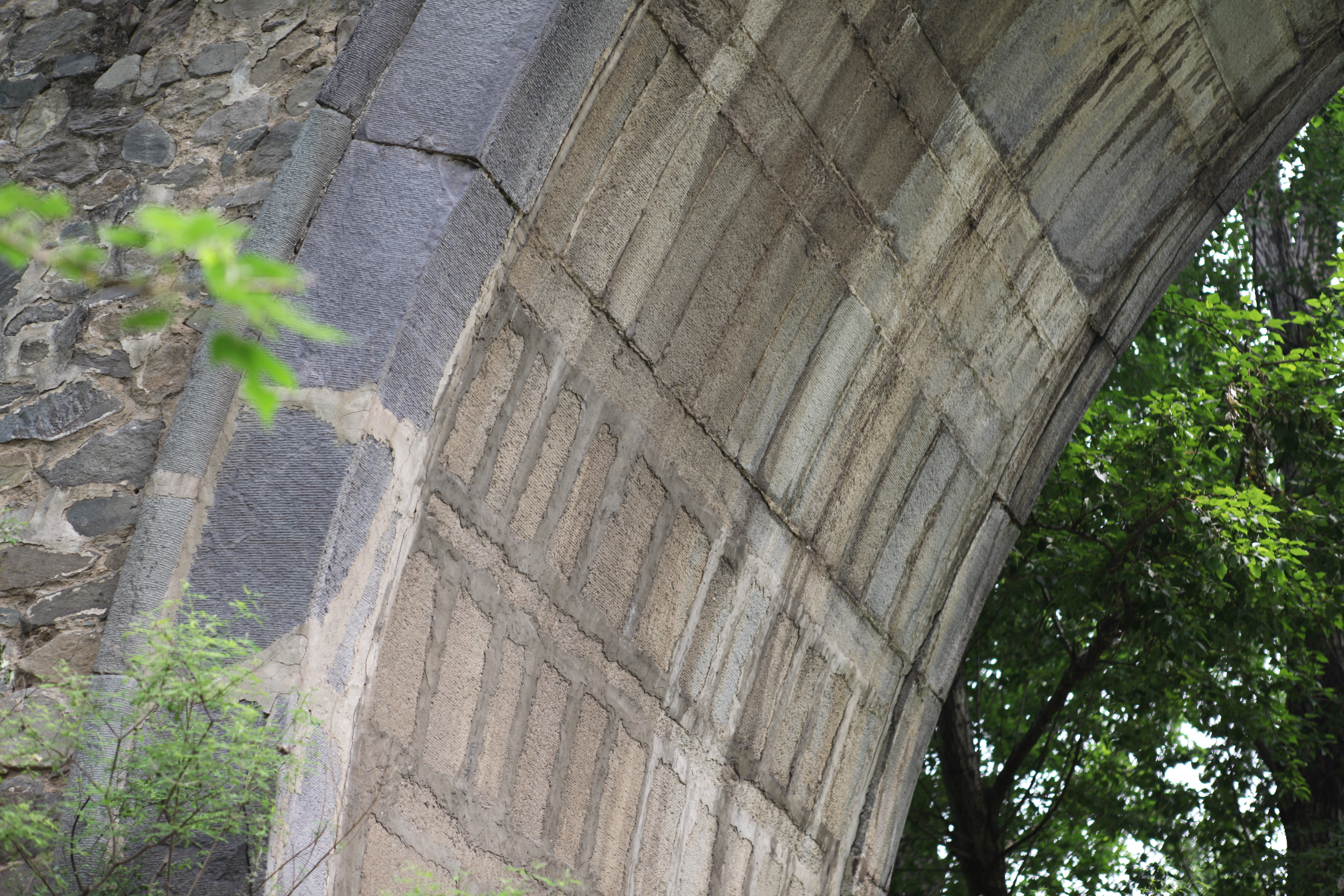
桥弓石块的细节